# Marcello Cortopassi
Marcello Cortopassi (Borgo San Lorenzo, 1900 – San Paolo, 1975) è stato un direttore d'orchestra, compositore e arrangiatore italiano naturalizzato brasiliano.

## Biografia
Figlio maggiore del maestro Domenico Cortopassi, si diplomò in violino presso l'Istituto musicale di La Spezia; nel 1920 si diplomò in pianoforte presso il Conservatorio di San Pietro a Majella di Napoli sotto la guida di Francesco Cilea.
Nelle estati viareggine tra il 1924 e il 1930 formò l'orchestra Ferraresi Cortopassi con i più rinomati esecutori dell'epoca, tra cui anche suo fratello Giorgio,  e si esibì anche in esecuzioni jazz. Compose già a quell'epoca alcune canzoni che riscossero un discreto successo, come Lilì o Lulù e Festopoli, vincitrice del primo premio nel 1939 al concorso canoro del Carnevale di  Sanremo ed in seguito diventata inno ufficiale della manifestazione.
Altre sue canzoni (i cui spartiti sono conservati alla Biblioteca Nazionale Centrale di Firenze) sono Mary, Ronda di primavera, Souvenir, Notte stellata.
Di lui si contano inoltre molte altre composizioni musicali (operette, intermezzi, ecc.).
Nel 1933 divenne direttore d'orchestra del piroscafo Conte Grande; in seguito si stabilì a San Paolo in Brasile e divenne direttore d'orchestra della Radio Gazeta.
In Brasile si affermò come autore di canzoni, scrivendone alcune per Sergio Murillo, e dirigendo l'orchestra anche in molti programmi televisivi, come il noto Jovem Guarda.